# Legislatura da Cidade de Buenos Aires

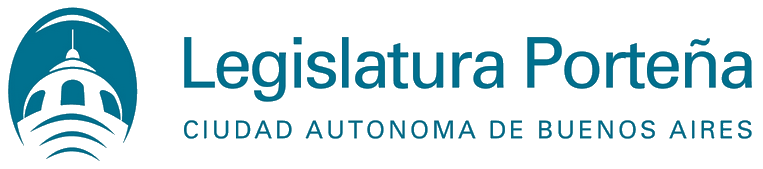
Logo.

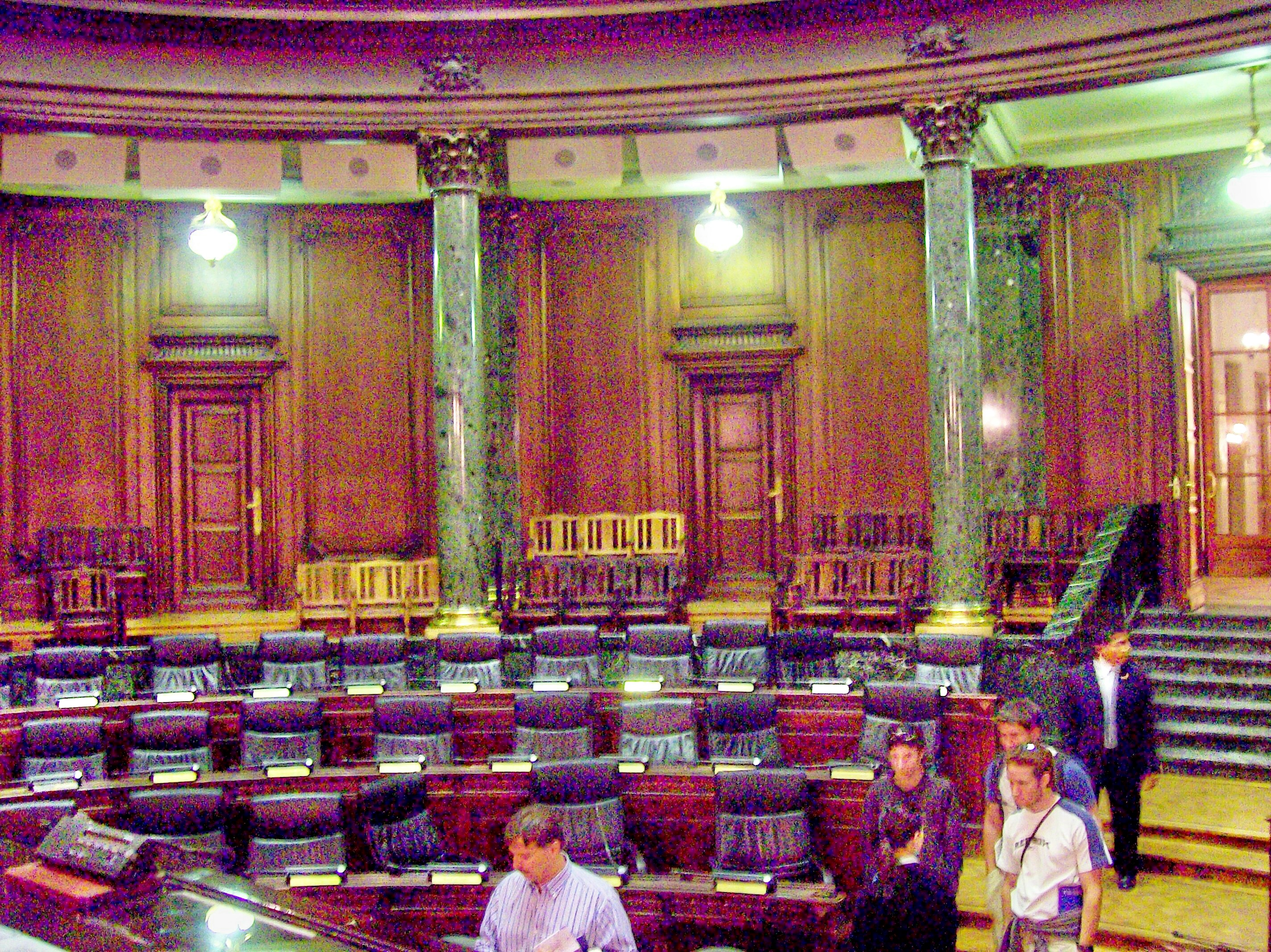
Sala de Representantes.

A Legislatura da Cidade de Buenos Aires é o Poder Legislativo da Cidade de Buenos Aires. Está composta por sessenta deputados, eleitos por voto direto no acumulativo segundo a Lei ou Método d'Hondt. Cada deputado dura quatro anos em suas funções, e a Legislatura se renova por metades cada dois anos.
Os deputados formam várias comissões, encarregadas de tratar previamente, segundo sua competência, cada projeto de Lei que ingressa na Legislatura. Além de se agruparem em blocos políticos, formados por deputados com afinidades ideológicas, para manter critérios e estratégias políticas homogêneas. No entanto podem existir blocos unipessoais, formados por deputados de partidos que apenas obtiveram uma banca ou por deputados que abandonaram um bloco por diferenças de alguma índole. Atualmente a Legislatura está composta por 16 blocos, dos quais a metade são unipessoais.
Sua sede se encontra sobre as ruas Peru, Hipólito Yrigoyen e Avenida Presidente Julio Argentino Roca, em um edifício monumental conhecido como Palácio da Legislatura da Cidade de Buenos Aires. 

## Autoridades

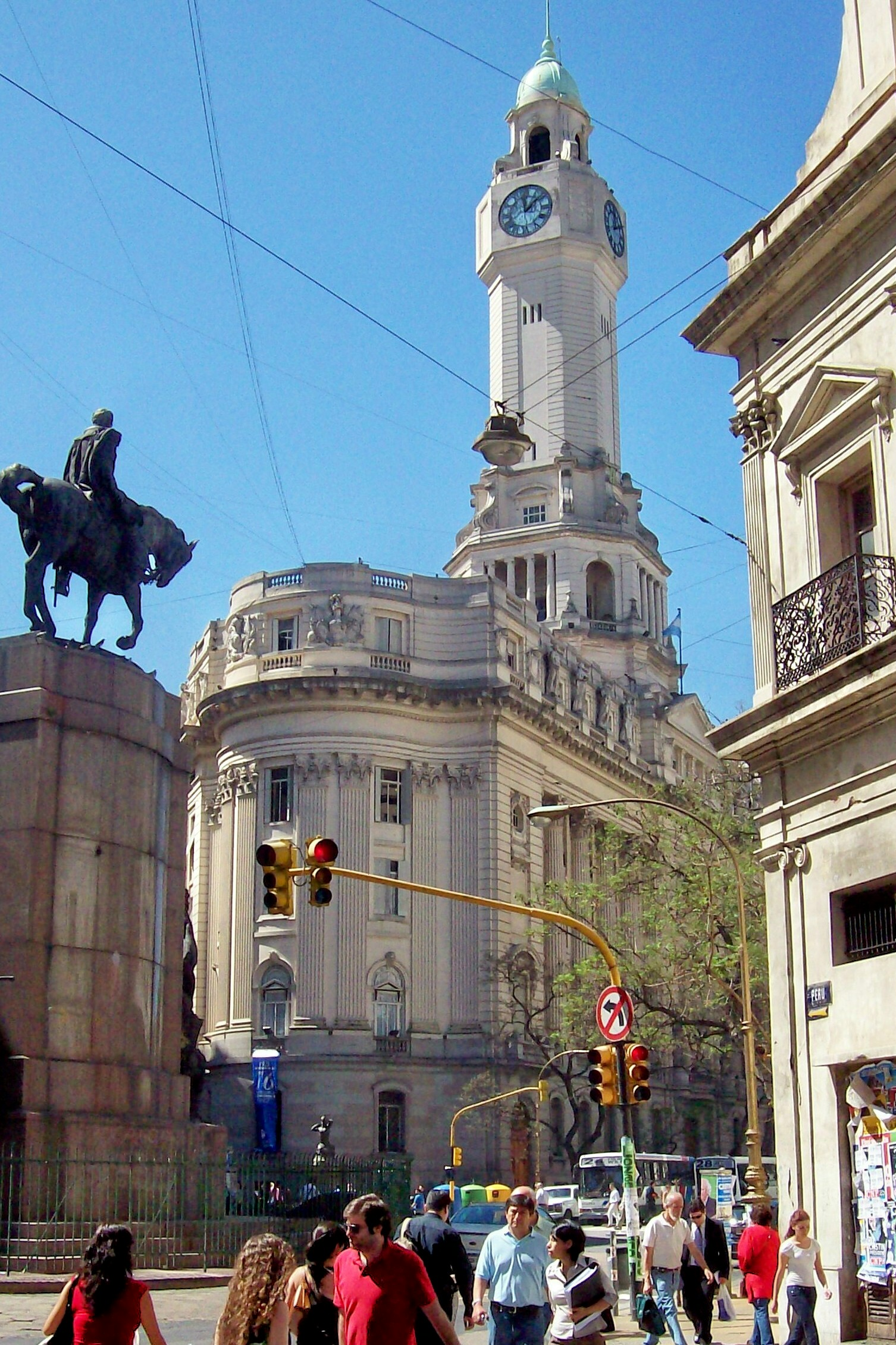
Palácio da Legislatura da Cidade de Buenos Aires vista desde a esquina da Rua Peru e a Avenida Julio A. Roca.

As Autoridades da Legislatura são a Presidência, a Vice-presidência 1.°, a Vice-presidência 2.°, a Vice-presidência 3.°, a Secretaria Parlamentaria, a Secretaria Administrativa y a Secretaria de Coordenação.
Presidente
- Oscar Moscariello a cargo

Vice-presidente 1.°
- Oscar Moscariello (PRO)

Vice-presidente 2.°
- Julio Raffo (Proyecto Sur)

Vice-presidente 3.°
- Sergio Abrevaya (Coalición Cívica)

Secretário Parlamentarista
- Carlos Pérez

Secretário Administrativo
- Pablo Schilliagi

Secretário de Coordenação
- Facundo Di Filippo

A Presidência da Legislatura é exercida pelo Vice-chefe de Governo, é quem conduz os debates e tem apenas poder de voto no caso de empate. Os vice-presidentes são eleitos durante as sessões preparatórias pela simples pluralidade de votos da Legislatura, e duram em seus cargos um ano com possibilidade de reeleição. Os secretários são designados na primeira sessão pela maioria simples dos deputados presentes, e dependem diretamente do Vice-presidente 1.°

## Comissões

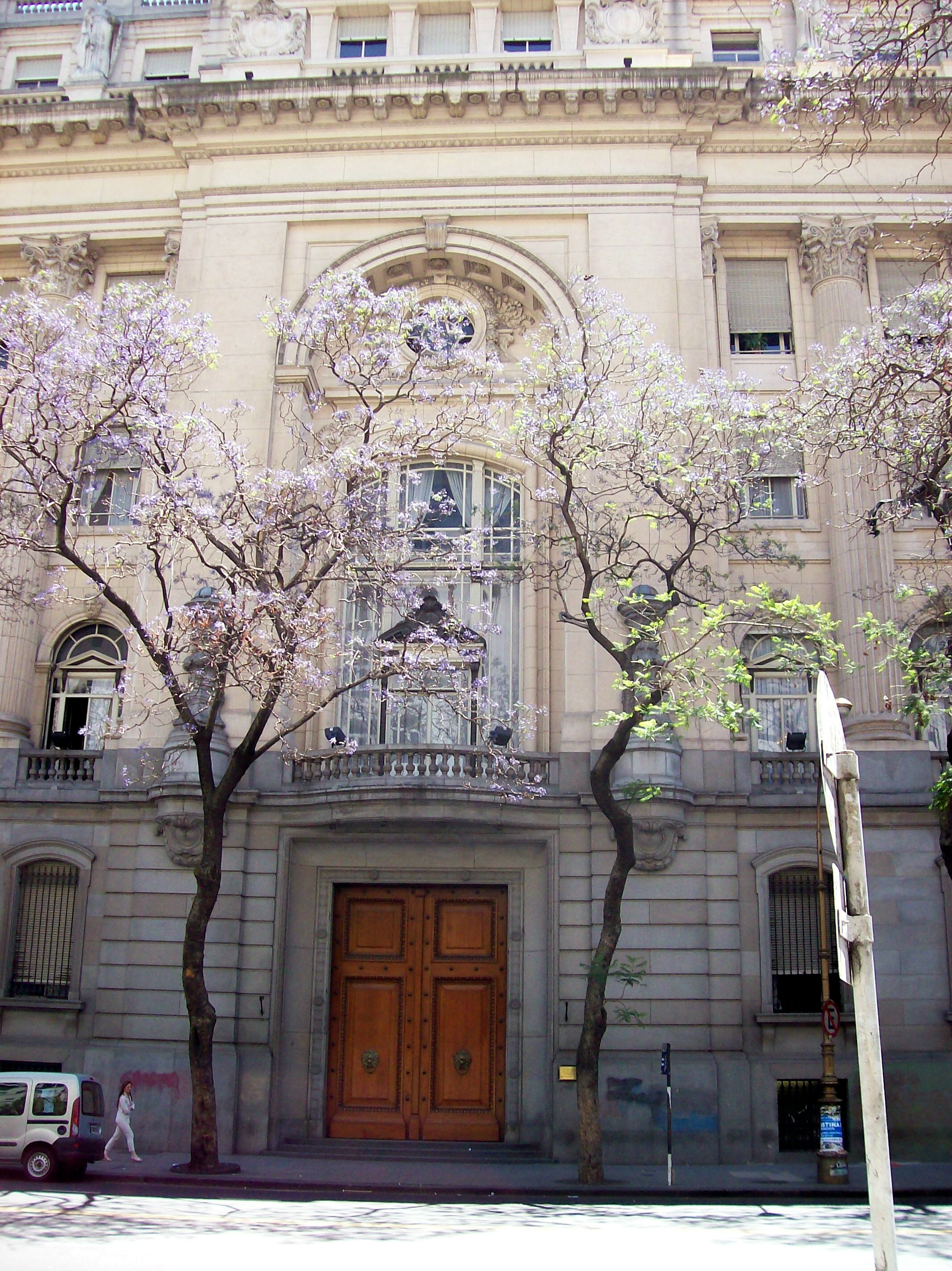
Entrada principal, pela Av. Presidente Julio A. Roca.

Atualmente existem na Legislatura as seguintes comissões:
- Assuntos Constitucionais
- Comunicação Social
- Cultura
- Defensa de Consumidores e Usuários
- Direitos Humanos, Garantias e Anti-discriminação
- Desenvolvimento Econômico, Mercosul e Políticas de Emprego
- Descentralização e Participação Cidadã
- Ecologia
- Educação, Ciência e Tecnologia
- Justiça
- Legislação Geral e do Trabalho
- Mulher, Infância, Adolescência e Juventude
- Obras e Serviços Públicos
- Planejamento Urbano
- Políticas de Promoção e Integração Social
- Pressuposto, Fazenda, Administração Financeira e Política Tributária
- Proteção e Uso do Espaço Público
- Relações Inter-jurisdicionais
- Saúde
- Segurança
- Trânsito e Transporte
- Turismo e Deporte
- Moradia